# Werner Ehrlicher (Schauspieler)
Werner Ehrlicher (* 4. März 1927 in Oer-Erkenschwick; † 7. Oktober 2016) war ein deutscher Schauspieler und Synchronsprecher.

## Leben
Ehrlicher war vor allem in den 1970er-, 1980er- und frühen 1990er-Jahren ein gefragter Darsteller. Unter anderem stand er in drei Episoden der Fernsehreihe Polizeiruf 110 vor der Kamera, spielte 1972 in dem Drama Januskopf an der Seite von Armin Mueller-Stahl und übernahm 1982 eine Nebenrolle in Dein unbekannter Bruder.
Als Synchronsprecher lieh er seine Stimme zum Beispiel Richard Harris in Gladiator und Die Bibel – Die Apokalypse sowie Jack Lemmon in Wer Sturm sät und Die Legende von Bagger Vance. Außerdem sprach er die Rolle des Martin Crane in der Serie Frasier.

## Filmografie (Auswahl)
- 1959: Algier 12 Uhr 5 (Fernsehspiel)
- 1960: Die Hunde bellen nicht mehr (Kriminalfernsehspiel, Städtische Bühnen Erfurt)
- 1962: Rausch, Regie: Erich Geiger (Fernsehspiel)
- 1962: Der Vierte
- 1963: Die Ursache
- 1963: Bonner Pitaval: Die Affäre Heyde-Sawade (Fernsehreihe)
- 1963: Drei Kriege, Regie: Norbert Büchner (dreiteiliger Fernsehfilm)
- 1966: Die erste Reiterarmee
- 1970: Ich – Axel Cäsar Springer (Fernsehmehrteiler)
- 1970: Caesar und Cleopatra (Theateraufzeichnung)
- 1970: Abdu, der Schelm
- 1970: Salut Germain
- 1972: Bettina von Arnim (zweiteiliger Fernsehfilm)
- 1972: Januskopf
- 1972: Der Prozeß gegen die Neun von Catonsville
- 1974: Die Frauen der Wardins (Fernseh-Dreiteiler)
- 1975: Kriminalfälle ohne Beispiel: Mord im Märkischen Viertel (Fernsehreihe)
- 1976: Die Insel der Silberreiher (Fernsehfilm)
- 1977: Der graue Hut
- 1978: Sonnig – aber Frosteinbruch
- 1979: Die blonde Geisha
- 1980: Andreas und der Knochenmann
- 1980: Yvonne
- 1980: Die Schmuggler von Rajgrod
- 1980: Die Heimkehr des Joachim Ott (Fernsehfilm)
- 1980: Archiv des Todes (Fernsehserie)
- 1981: Dein unbekannter Bruder
- 1983: Zille und ick (Fernsehfilm)
- 1983: Der Staatsanwalt hat das Wort: Zur Kasse bitte
- 1984: Familie intakt, 10tlg. Fernsehserie
- 1984: Front ohne Gnade (Fernsehserie)
- 1985: Die dritte Frau (Fernseh-Zweiteiler)
- 1985: Der Doppelgänger
- 1986: Polizeiruf 110: Ein großes Talent (Fernsehreihe)
- 1986: Ernst Thälmann
- 1986–1988: Vera – Der schwere Weg der Erkenntnis (dreiteiliger Fernsehfilm)
- 1987: Maxe Baumann aus Berlin (Fernsehfilm)
- 1987: Bebel und Bismarck (Fernseh-Dreiteiler)
- 1988: Die Schauspielerin
- 1990: Polizeiruf 110: Tod durch elektrischen Strom
- 1990: Albert Einstein (Fernseh-Zweiteiler)
- 1991: Polizeiruf 110: Der Fall Preibisch

## Theater (Auswahl)
Städtische Bühnen Erfurt
- 1955: Friedrich Schiller: Wallensteins Lager (1. Holkischer Jäger) – Regie: Eugen Schaub
- 1955: Friedrich Schiller: Wallensteins Tod (Schwedischer Hauptmann) – Regie: Eugen Schaub
- 1955: Friedrich Gentz: Liebe ist nicht immer blind (Sprecher) – Regie: Eugen Schaub
- 1956: Bertolt Brecht: Der kaukasische Kreidekreis (Panzerreiter) – Regie: Eugen Schaub
- 1956: William Shakespeare: Hamlet (Voltimand, englischer Gesandter, zwei Besetzungen) und Regieassistenz – Regie: Eugen Schaub
- 1956: Wolfgang Martin Schede: Goldmarie und Pechmarie (Westwind) – Regie: Eugen Schaub
- 1956: Hedda Zinner: Lützower (Legge) – Regie: Georg Leopold
- 1956: Oscar Wilde: Keine Hochzeit ohne Ernst (Algernon Moncrieff) – Regie: Arno Wolf
- 1956: Nordahl Grieg: Die Niederlage (Minister) – Regie: Georg Leopold
- 1956: Erwin Vollsdorff (nach R. L. Stevenson): Die Schatzinsel (John Dirk und Pirat – doppelt besetzt) – Regie: Alexander Stillmark (Uraufführung)
- 1956: William Shakespeare: Der Widerspenstigen Zähmung (Hortensio und Putzhändler – doppelt besetzt) – Regie: Eugen Schaub
- 1957: Heinrich Spoerl: Der Maulkorb (Person am Stammtisch) – Regie: Georg Leopold
- 1957: William Shakespeare: König Lear (Oswald, Gonerils Haushofmeister) – Regie: Eugen Schaub
- 1957: Boris S. Romaschow: Die feurige Brücke (Stationsvorsteher) – Regie: Eugen Schaub (deutsche Erstaufführung)
- 1958: Bertolt Brecht: Schweyk im Zweiten Weltkrieg (Gestapoagent Brettschneider) – Regie: Eugen Schaub (deutsche Erstaufführung)
- 1958: Heiner Müller: Der Lohndrücker (Stettiner) – Regie: Eugen Schaub / Horst Ludwig
- 1958: Johann Wolfgang von Goethe: Götz von Berlichingen (Franz von Sickingen) – Regie: Eugen Schaub
- 1958: Friedrich Wolf: Matrosen von Cattaro (Deckmatrose Alois Zapp) – Regie: Georg Leopold
- 1958: Adolf Wilbrandt: Dame Kobold (Don Manuel) – Regie: Arno Wolf
- 1959: Hedda Zinner: Auf jeden Fall verdächtig (Ordonnanz) – Regie: Eugen Schaub
- 1959: William Shakespeare: Julius Cäsar (Volumnius) – Regie: Eugen Schaub
- 1959: William Shakespeare: Was ihr wollt (Schiffshauptmann Antonio) – Regie: Eugen Schaub
- 1959: Friedrich Schiller: Wilhelm Tell (Hermann Geßler, Reichsvogt in Schwyz und Uri) – Regie: Eugen Schaub
- 1959: Curt Goetz: Ein Abend für Curt Goetz
  - Das Märchen (Advokat Hastings) – Fernsehinszenierung: Eugen Schaub (wurde von der DEFA gefilmt)
  - Lohengrin (Robert, der andere Kompagnon) – Fernsehinszenierung: Eugen Schaub (wurde von der DEFA gefilmt)
- 1959: Nikolai Gogol: Der Revisor (Kaufmann Abdulin) – Regie: Eugen Schaub
- 1960: Gerhart Hauptmann: Die Weber (Herr Dreißiger) – Regie: Arno Wolf
- 1960: Chu Su-chen: 15 Schnüre Geld (Lou, die Ratte) – Regie: Eugen Schaub
- 1960: Johannes R. Becher: Winterschlacht (Major von Rundstedt) – Regie: Eugen Schaub
- 1960: Fritz Kuhn: Kredit bei Nibelungen (Klein) – Regie: Arno Wolf
- 1960: Gotthold Ephraim Lessing: Emilia Galotti (Marinelli, Kammerherr des Prinzen) – Regie: Albrecht Delling
- 1960: Gerhard Fabian: Die Stärkeren (Bergarbeiter Brennecke) – Regie: Eugen Schaub
- 1961: William Shakespeare: Richard III. (Richard, Herzog von Gloster) – Regie: Eugen Schaub
- 1961: Bertolt Brecht: Das Leben des Galilei (Kardinal Inquisitor) – Regie: Walter Beck
- 1964: Roger Planchon nach Alexandre Dumas der Ältere: Die drei Musketiere (Musketier) – Regie: Rudolf Vedral
- 1965: Curt Goetz: Hokuspokus (Staatsanwalt) – Regie: Ottofritz Gaillard (Volksbühne Berlin – Theater im III. Stock)
- 1967: George Bernard Shaw: Cäsar und Cleopatra – Regie: Ottofritz Gaillard
- 1967: Friedrich Schiller: Kabale und Liebe (Hofmarschall von Kalb) – Regie: Hans-Joachim Martens
- 1968: William Shakespeare: Die lustigen Weiber von Windsor (Herr Fluth) – Regie: Harald Engelmann / Hans-Joachim Martens / Volkmar Neumann
- 1968: Armand Gatti: V wie Vietnam (Dr. XXX) – Regie: Hans-Joachim Martens / Wolfgang Pintzka

## Hörspiele
- 1961: Klaus Glowalla: Mordprozeß Consolini – Regie: Fritz-Ernst Fechner (Hörspiel – Rundfunk der DDR)
- 1962: Anton Tschechow: Perpetuum Mobile (Swistizki) – Regie: Beter Brang (Hörspiel – Rundfunk der DDR)
- 1963: Rolf Schneider: Der Ankläger – Regie: Fritz Göhler (Hörspiel – Rundfunk der DDR)
- 1964: William Shakespeare: Macbeth (Nenox) – Regie: Fritz Göhler (Hörspiel – Rundfunk der DDR)
- 1965: Henryk Keisch: Der Sachverständige (Justiziar) – Regie: Peter Groeger (Hörspiel – Rundfunk der DDR)
- 1967: Rolf Wohlgemuth: Verraten und verkauft – Regie: Peter Groeger (Hörspiel – Rundfunk der DDR)
- 1968: Maxim Gorki: Pasquarello – Der Redakteur – Regie: Detlef Kurzweg (Kinderhörspiel – Rundfunk der DDR)

- 1969: Dimitar Gulew: Unterwegs zum anderen Ufer (Inspektor) – Regie: Helmut Hellstorff (Hörspiel – Rundfunk der DDR)
- 1969: Fritz Selbmann: Ein weiter Weg (von Wolff) – Regie: Fritz-Ernst Fechner (Hörspiel (8 Teile) – Rundfunk der DDR)
- 1970: Michail Schatrow: Der sechste Juli (Müller) – Regie: Helmut Hellstorff (Hörspiel – Rundfunk der DDR)
- 1970: Horst Liepach: Der Dichter und seine Fabeln (Lafontaine) – Regie: Christa Kowalski (Rätselörspiel (4 Teile) – Rundfunk der DDR)
- 1970: Klaus G. Zabel: Napoleon und die Zöllner (Lafont, Makler) – Regie: Peter Groeger (Hörspiel – Rundfunk der DDR)
- 1970: Helga Pfaff: Die Schildbürger (Flavius) – Regie: Horst Liepach (Kinderhörspiel – Rundfunk der DDR)
- 1970: Hans Pfeiffer: Identifizierung eines unbekannten Toten (Redakteur) – Regie: Horst Liepach (Hörspiel – Rundfunk der DDR)
- 1972: Jan Klima: Der Tod liebt die Poesie (Dr. Wladimir Lamac) – Regie: Werner Grunow (Kriminalhörspiel – Rundfunk der DDR)
- 1973: Hans-Ulrich Lüdemann: Überlebe das Grab (Ankläger) – Regie: Werner Grunow (Hörspiel – Rundfunk der DDR)
- 1973: Bertolt Brecht: Leben des Galilei  – Regie: Fritz Göhler (Hörspiel – Rundfunk der DDR)
- 1974: Hans-Jürgen Bloch: Hundert Mark für eine Unterschrift (Verteidiger) – Regie: Joachim Staritz (Hörspielreihe: Tatbestand, Nr. 4 – Rundfunk der DDR)
- 1974: Giorgio Bandini: Der verschollene Krieger (2. Sprecher) – Regie: Peter Groeger (Hörspiel – Rundfunk der DDR)
- 1976: Adolf Glaßbrenner: Antigone in Berlin (Reporter) – Regie: Werner Grunow (Hörspiel (Kunstkopf) – Rundfunk der DDR)
- 1976: Raymond Chandler: Gefahr ist mein Geschäft (Estel) – Regie: Werner Grunow (Kriminalhörspiel – Rundfunk der DDR)
- 1976: Robert Soulat: Malembreuse oder Die übertriebene Höflichkeit (Du Mauduit de Vergennes) – Regie: Peter Groeger (Hörspiel – Rundfunk der DDR)
- 1978: Karl-Heinz Tesch: Der schreckliche Gott – Regie: Fritz-Ernst Fechner (Kriminalhörspiel – Rundfunk der DDR)
- 1978: Barbara Neuhaus: Alles Blech (Altmann) – Regie: Joachim Gürtner (Hörspielreihe: Neumann, zweimal klingeln – Rundfunk der DDR)
- 1978: Erika Runge: Die Verwandlungen einer fleißigen, immer zuverlässigen und letztlich unauffälligen Chefsekretärin – Regie: Peter Groeger (Hörspiel – Rundfunk der DDR)
- 1979: Brigitte Martin: Ermutigung 79 (Gorin) – Regie: Hannelore Solter (Hörspiel – Rundfunk der DDR)
- 1980: Lia Pirskawetz: Stille Post – Regie: Horst Liepach (Biografie – Rundfunk der DDR)
- 1980: Fritz Rudolf Fries: Der fliegende Mann – Regie: Horst Liepach (Biographie – Rundfunk der DDR)
- 1981: Giorgio Bandini: Unser unmenschliches Haus – Regie: Helmut Hellstorff (Hörspiel – Rundfunk der DDR)
- 1982: Rolf Wohlgemuth: Auf der Schaukel – Regie: Werner Grunow (Hörspiel – Rundfunk der DDR)
- 1983: Hans Christian Andersen: Die Schneekönigin (Rat) – Regie: Uwe Haacke (Kinderhörspiel – Rundfunk der DDR)
- 1983: Wolfgang David: Furcht vor Amseln (Gerichtsoffizier) – Regie: Manfred Täubert (Kinderhörspiel – Rundfunk der DDR)
- 1983: Linda Teßmer: 21:00 Uhr Erlenpark (Herr Bruck) – Regie: Fritz-Ernst Fechner (Kriminalhörspiel/Kurzhörspiel – Rundfunk der DDR)
- 1985: Jacob Grimm/Wilhelm Grimm: Zaunkönig (Adler) – Regie: Uwe Haacke (Kinderhörspiel – Rundfunk der DDR)
- 1985: Vaclav Cibulka: Der Golem (Rabbi Löw) – Regie: Uwe Haacke (Kinderhörspiel – Rundfunk der DDR)
- 1987: Michail Bulgakow: Die letzten Tage (Dansas) – Regie: Ingeborg Medschinski (Hörspiel – Rundfunk der DDR)
- 1987: Leonid Leonow: Die Bändigung Badadoschkins (Lausin) – Regie: Peter Groeger (Hörspiel – Rundfunk der DDR)

## Synchronrollen (Auswahl)
Charles Durning
- 1995: Familienfest und andere Schwierigkeiten als Henry Larson
- 1996: Tage wie dieser … als Lew

Richard Harris
- 2000: Gladiator als Marcus Aurelius
- 2002: Die Bibel – Die Apokalypse als Johannes
- 2002: Julius Caesar als Lucius Cornelius Sulla

Hugh Hefner
- 2005–2010: The Girls of the Playboy Mansion als Hugh Hefner
- 2008: House Bunny als Hugh Hefner
- 2009: Miss March als Hugh Hefner

### Filme
- 1961: Emil J. Horvath in Der Mann, der nicht zurückkehrte als Typograf Tomovic
- 1961: Oldrich Vykypel in Verräter im Netz als Pecha
- 1961: Georgi Naumow in Und sie waren jung als Mladen
- 1962: B. Ryshuchin in Und wieder wird es Morgen als Odinzow
- 1963: Niall MacGinnis in Nimm nichts Süßes von Fremden als Verteidiger
- 1964: L. Markow in Nacht ohne Gnade als Captain Benson
- 1968: Raymond Pellegrin in Der Rächer aus dem Sarg als Morcerf
- 1972: Sergiu Nicolaescu in Der Seewolf als Kapitän Raffy
- 1982: Tom Baker in Der Hund von Baskerville als Sherlock Holmes
- 1982: Leonard Nimoy in Marco Polo als Achmet
- 1983: Bernard Blier in Vor der Sintflut als Monsieur Marcel Noblet
- 1985: Gino Cervi in Zehn Italiener für einen Deutschen als Baron Alfonso di San Severino
- 1985: Morgan Wallace in Blinde Wut als Fred Garrett
- 1988: Iwan Nestorow in Melanios letzte Liebe als Senor Recaredo
- 1993: Richard Anderson in Gettysburg als Maj. Gen. George W. Meade
- 1994: Hans-Jörg Assmann in Schindlers Liste als Madritsch
- 1997: Edward Arnold in Drei kleine Biester als Robert Nelson
- 1998: Dennis Hoey in Der Geheime Garten als Mr. Pitcher
- 1998: Walter Sparrow in Auf immer und ewig als Maurice
- 1999: Jack Lemmon in Wer Sturm sät als Henry Drummond
- 2003: Oliver Ford Davies in Die Mutter – The Mother als Bruce
- 2004: Bernard Hill in Wimbledon – Spiel, Satz und … Liebe als Edward Colt
- 2005: Burt Young in Transamerica als Murray Osbourne
- 2005: Billy Beck in Solange du da bist als Mr. Clarke
- 2010: John Mahoney in Verliebt und ausgeflippt als Chet Duncan

### Serien
- 1987: David Burke in Sherlock Holmes als Dr. Watson
- 1994: Jan Rabson in James Bond Jr. als Auric Goldfinger
- 1999–2006: Alan Fudge in Eine himmlische Familie als Lou Dalton
- 2002–2004: John Mahoney in Frasier als Martin Crane (2. Stimme)